# Дзвіниця Китаївської пустині
Дзвіни́ця Китаїв́ської пустині — втрачена православна дзвіниця у Києві на території Троїцького Китаївського чоловічого монастиря (Китаївської пустині), збудована у 1829—1835 роках і зруйнована у 1932 році. На момент спорудження дзвіниця Китаївської пустині була однією з найвищих будівель Києва Єдина втрачена споруда Китаївської пустині.

## Історія
У 1827 році (за іншими джерелами — у 1829 році) за 50 м від західного входу Троїцької церкви Китаївського монастиря почалося спорудження надбрамної мурованої дзвіниці. Первісний проєкт будівлі склав архітектор А. Меленський, проте керував будівельними роботами інший архітектор — І. Богданов. Завершилося будівництво 1835 (за іншими джерелами — 1837) року.
1930 року Китаївську пустинь закрили, а 1932 року розібрали дзвіницю. Станом на початок 2010-х років існували плани відбудови монастирської дзвіниці.

## Опис
Дзвіниця була зведена у новому для тих часів стилі класицизм, її висота становила понад 45 м, втім, у путівнику київськими святинями 1910 року видання зазначена висота дзвіниці 22 сажня, тобто 46,94 м. Це була чотириярусна цегляна споруда, завершена напівсферичною позолоченою банею із високим шпилем. Перший, нижній ярус — свята брама — дзвіниці був квадратний у плані, прикрашений зі східного та західного боків чотириколонними класицистичними портиками доричного ордера із трикутними фронтонами. Верхні яруси дзвіниці були круглі в плані, прикрашені колонами коринфського та композитного ордерів; на цих ярусах розміщувалися дзвони. В архітектурному плані дзвіниця створювала основний вертикальний акцент усього монастирського комплексу.